# 長野県駅
長野県駅（ながのけんえき、仮称）は長野県飯田市上郷飯沼で建設中の中央新幹線の駅である。島式ホーム2面と副本線を持つ高架駅になる予定である。
駅建設予定地付近を飯田線が通り、飯田線に中央新幹線との乗換のための新駅を整備する案がある。しかし、2020年10月の飯田市長選挙で乗換新駅建設取りやめの公約を掲げた佐藤健が当選したため、中央新幹線単独の駅として整備される可能性もある。
2025年現在、東京 - 飯田間に京王バスなどによる中央高速バスが運行されているが、より短くなる。